# Microsoft 365
Az Office 365 a Microsoft által üzemeltetett felhő alapú, üzleti hatékonyságot növelő szolgáltatás. Bár nevében a – rendkívül népszerű és jól ismert – Office-alkalmazáscsomagra asszociál, erősségét a számos üzleti életben szükséges felhőszolgáltatásként elérhető szerverszolgáltatás adja.
A szoftver segítségével azonnali hozzáférést kap a Microsoft Office új verzióihoz, amelyek szinkronizálódnak a különböző eszközök között is. Ám az Office 365 ennél jóval többet nyújt: nagyvállalati kategóriájú szolgáltatásai bármilyen méretű szervezet számára elérhetőek, az online értekezletektől a dokumentumok megosztásán át az üzleti levelezésig.
Munkatársai bárhol is dolgozzanak, mindig a munkájukhoz szükséges fájlok és eszközök legfrissebb verzióit érhetik el, ráadásul gyakorlatilag bármilyen eszközről. A kollégák közti hatékony együttműködést is segíti az Office 365 , hiszen az üzleti levelezést, megosztott naptárakat, csevegő- és webkonferencia-szolgáltatást  , valamint a felhőben tárolt legfrissebb dokumentumok elérését is biztosítja. Akár egyszerre is dolgozhatnak biztonságban együtt másokkal, mégis távol egymástól.
A felhő a felhasználó szervezetén kívül üzemeltetett, webalapú számítástechnikai szolgáltatás. Ennek igénybevételekor ahelyett, hogy a felhasználó egy kiszolgálót üzemeltetne vállalkozásában, az informatikai infrastruktúrát egy harmadik fél üzemeltetni, azaz a felhasználó a Microsoft kiszolgálóin tárolhatja adatait, szoftvereit.

## Előnyök
- Egyszeri Office-verzió vásárlás helyett előfizetéses alapú - és ezalatt az új verziókra is jogosult az előfizető.
- Nem eszköz, hanem felhasználó alapú licencelés: pl. egy felhasználó akár öt PC-n vagy Macen is telepítheti.
- Az Office okostelefonon, táblagépen és iOS eszközökön is használható.
- A felhőbe való mentéssel a biztonsági mentés és a távoli hozzáférés is megoldható.
- Beépített vírusvédelem

## Csomagok
1. Üzleti előfizetőknek
2. Lakossági előfizetőknek
3. Oktatási előfizetések
4. Nonprofit szervezeteknek szóló kedvezményes előfizetések
5. Kormányzati csomagok